# Babiana dregei
Babiana dregei là một loài thực vật có hoa trong họ Diên vĩ. Loài này được Baker miêu tả khoa học đầu tiên năm 1876.